# 9604 Bellevanzuylen
9604 Bellevanzuylen è un asteroide della fascia principale. Scoperto nel 1991, presenta un'orbita caratterizzata da un semiasse maggiore pari a 2,4117067 UA e da un'eccentricità di 0,1340886, inclinata di 5,36510° rispetto all'eclittica.
L'asteroide è dedicato a Isabelle de Charrière, scrittrice olandese naturalizzata svizzera nota anche con lo pseudonimo di Bella di Zuylen.